# Popeye 2
Popeye 2 (ポパイ２?) är ett plattformsspel från 1991, baserat på Karl-Alfred utvecklat av Copya System och utgivet av Sigma Enterprises till Game Boy 1991.

## Handling
Olivia hittar en skattkarta då hon städar i ladan, och Karl-Alfred går till sjöss för att hitta skatten, och glömmer bort spenaten. Plötsligt dyker Brutus upp, och bordar Karl-Alfreds skepp, samt knockar Karl-Alfred överbord. En fiskebåt dyker upp, och Karl-Alfred blir räddad och hamnar på en ö.
Spelet är ett plattformsspel, där man kan gå, hoppa, ducka och slåss. Som power ups finns spenat, vilket ger hårdare slag. I tvåspelarläget styr den ena Karl-Alfred, och den andra Brutus, och kämpar om diamanter samt Olivias kärlek.

### Fotnoter
1. ↑  Shangri-La - GDRI :: Game Developer Research Institute
2. ↑  Popeye 2 på Moby Games
3. 1 2 3 4 5  Popeye 2 Arkiverad 30 juni 2012 hämtat från the Wayback Machine. på GameFAQs
4. ↑  ”Popeye 2” (på svenska). Nintendomagasinet (Kungsbacka: Atlantic) (4 1993):  sid. 16 (Power Player). april 1993. Läst 4 maj 2014.